# Louis Majorelle
Louis-Jean-Sylvestre Majorelle, thường được biết đến với tên Louis Majorelle (26 tháng 9 năm 1859 – 15 tháng 1 năm 1926)  là một nhà thiết kế đồ nội thất người Pháp, nổi tiếng với những tác phẩm theo phong cách Art Nouveau. Ông cũng từng là phố giám đốc của bảo tàng École de Nancy.